# Eusebio Bastida
Pour les articles homonymes, voir Bastida.
Eusebio Bastida (né le 16 décembre 1908 à Azpeitia et mort le 18 octobre 1986 à Zarautz) est un coureur cycliste espagnol, originaire du Pays basque. Professionnel de 1928 à 1935, il est notamment devenu champion d'Espagne de cyclo-cross en 1931,.

## Palmarès sur route
- 1930
  - Championnat du Guipuscoa
  - 2e du Tour d'Alava
- 1931
  - 5e étape du Tour du Levant
  - Vuelta al Valle de Léniz
  - 3e de la Classique d'Ordizia
- 1933
  - 2e du Grand Prix de Biscaye
  - 2e du Tour de Galice
  - 3e de la Clásica a los Puertos
  - 3e de la Prueba Legazpia
- 1934
  - 2e de la Vuelta al Valle de Léniz

## Palmarès en cyclo-cross
- 1929
  - 3e du championnat d'Espagne de cyclo-cross
- 1931
  -  Champion d'Espagne de cyclo-cross